# Victor Hensen
Christian Andreas Victor Hensen, född 10 februari 1835 i Schleswig, död 5 april 1924 i Kiel, var en tysk fysiolog och biolog. Han var dotterson till Carl Ferdinand Suadicani.
Hensen var 1868–1911 professor i fysiologi vid Kiels universitet. Han var en av sin tids mest mångsidiga och på samma gång grundligaste biologer. Han bearbetade hörselsinnets anatomi och fysiologi samt skrev däröver en monografi i Ludimar Hermanns "Handbuch der Physiologie", där han på ett framstående sätt också behandlade fortplantningens fysiologi. Hans undersökningar i experimentell fonetik tillhörde dåtidens främsta inom detta område. Därjämte bearbetade han åtskilliga histologiska och embryologiska frågor samt gjorde även inom andra delar av fysiologin än de ovannämnda viktiga experimentella studier. Han var ledare för den tyska kommissionen för planktonforskning, och honom tillkommer förtjänsten av att inom vetenskapen infört läran om plankton. År 1873 invaldes han som ledamot i Leopoldina.